# Zone à défendre
Zone à défendre (svenska: "zon att försvara") även förkortat ZAD, är ett franskt begrepp som beskriver en militant eller anarkistisk rörelse vars syfte är att blockera ett pågående projekt. Det rör sig oftast om att med fredliga metoder försvara ett område av ekologiskt värde, och det mest omtalade exemplet är ockupationen i västra Frankrike som skapades för att förhindra anläggandet av en flygplats i Notre-Dame-des-Landes. Trots att det inte finns officiella siffror, beräknades år 2016 att ZAD-rörelsen etablerat sig på 10 till 15 olika platser runtom i Frankrike. 